# Édouard Hostein
Pour les articles homonymes, voir Hostein.
Édouard Jean-Marie Hostein, né au château de Roscoat à Pléhédel le 30 septembre 1804 et mort à Paris 7e, en son domicile, 44, rue de Sèvres, le 25 août 1889, est un peintre, illustrateur et lithographe français.

## Biographie
D'une famille originaire de Gironde établie à Nantes, fils de Jean Hostein, capitaine de frégate, chevalier de l'ordre de Saint-Louis et de la Légion d'honneur, et de Claire Renée Exaudy de Kerbiquet, Édouard Hostein travaille d'abord comme employé de banque à Paris avant de se consacrer à la peinture et surtout à la lithographie. Il dessine des vues de la capitale et de ses environs. Il abandonne la banque et visite l'Europe d'où il ramène surtout des œuvres représentant des monuments et des paysages. Ses œuvres connaissant un grand succès, il contribue à l'illustration de l'ouvrage monumental du baron Isidore Taylor intitulé Voyages pittoresques et romantiques dans l'ancienne France. Il expose régulièrement au Salon de 1835 à 1859 et obtient une médaille de troisième classe en 1835, une de deuxième classe en 1837, et une de première classe en 1841. Il est décoré de l'ordre de la Légion d'honneur le 5 juillet 1846.
Marié à Émilie-Valentine Johannot, petite-fille de Jean-Joseph Johannot, Édouard Hostein a une fille, Émilie, qui, à Paris le 18 juin 1853, épouse Auguste Adolphe Cottin. Le couple achète en 1857 le château de la Porcherie, actuellement désigné sous le nom de Choisille et situé à Chanceaux-sur-Choisille. L'artiste réalisera des dessins de la propriété de sa fille ; les archives départementales d'Indre-et-Loire ont acquis six de ces dessins montrant les dépendances et le parc du château, mais aucun ne représentant le château lui-même. Leur petite-fille épousera le peintre Henri de Nolhac. La santé fragile de sa femme l'oblige à s'établir en 1862 à Toulon où il devient membre de l'Académie du Var à partir de 1877.

## Distinctions
- Chevalier de la Légion d'honneur (1846)

## Œuvres dans les collections publiques

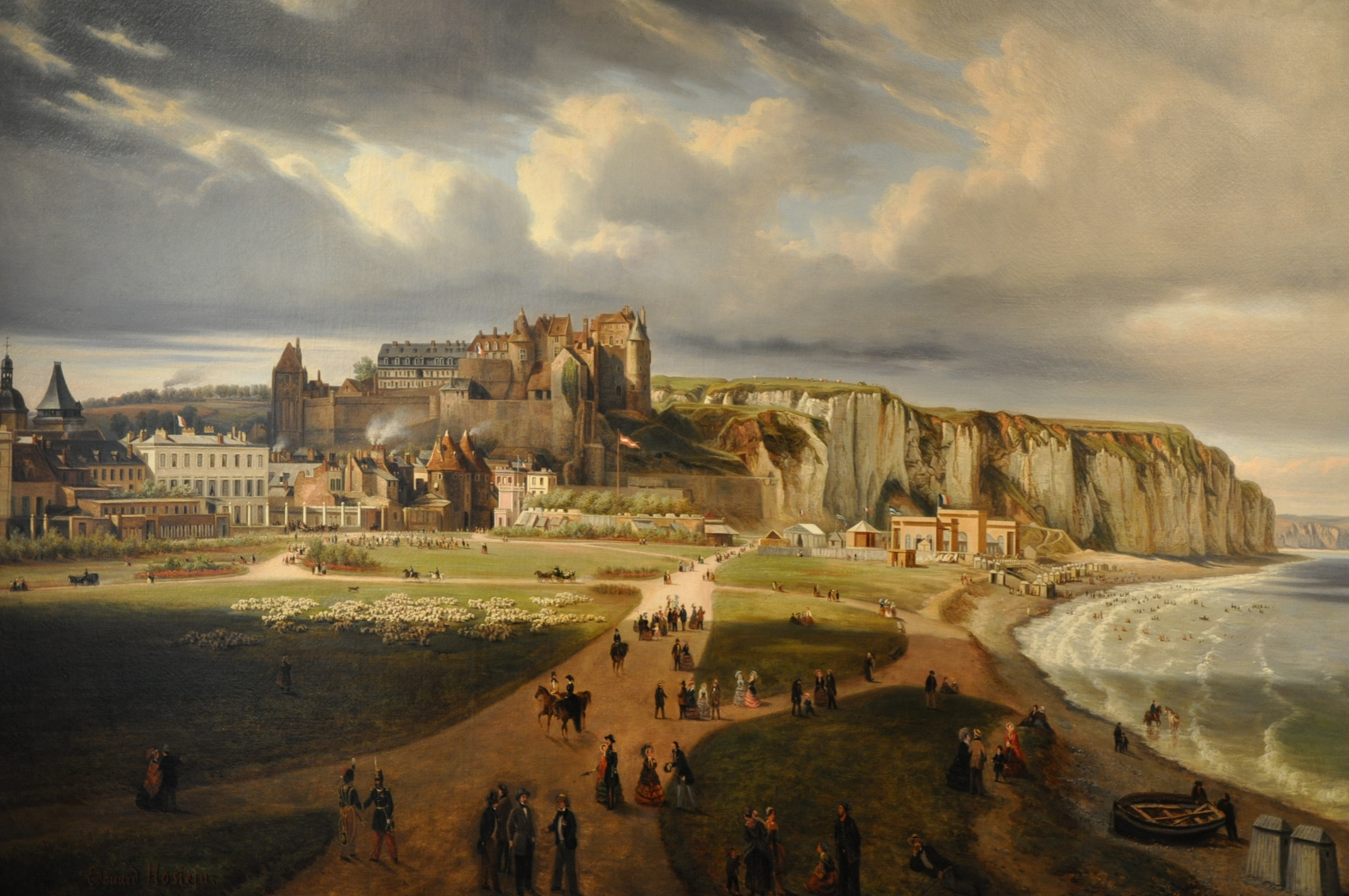
Vue de la plage de Dieppe (1854), château de Dieppe.

- Dieppe, château de Dieppe : Vue de la plage de Dieppe, 1854[4].
- Fontainebleau, château de Fontainebleau : Vue prise dans les Ardennes aux environs de Givet[5].
- Lyon, musée des beaux-arts :
  - Entrée de la forêt de Saverne[6] ;
  - Vue des environs de Lyon[7].
- Pau, musée des beaux-arts :
  - Vue du Gave de Pau[8] ;
  - Panorama des Pyrénées vue de Pau[9].
- Saint-Brieuc, musée d'art et d'histoire :
  - Autoportrait[10] ;
  - Environs de Valence[11] ;
  - Ruines du château de Chabrillan[12].
- Toulon, musée d'art de Toulon :
  - Chute de la rivière Argens, 1874 ;
  - Côte du Mourillon, 1876 ;
  - Les Gorges d'Ollioules.
- Troyes, musée des beaux-arts : Église de Morgène port de l'écluse[13].
- Versailles, musée de l'Histoire de France : Entrée de Charles VIII dans Aquapendente (7 décembre 1494)[14].